# Козенець (Люблінське воєводство)
Козенець (пол. Kozieniec) — село в Польщі, у гміні Сенниця-Ружана Красноставського повіту Люблінського воєводства.
Населення — 163 особи (2011).
У 1975-1998 роках село належало до Холмського воєводства.

## Демографія
Демографічна структура станом на 31 березня 2011 року:
|          | Загалом | Допрацездатний вік | Працездатний вік | Постпрацездатний вік |
| -------- | ------- | ------------------ | ---------------- | -------------------- |
| Чоловіки | 89      | 15                 | 67               | 7                    |
| Жінки    | 74      | 10                 | 47               | 17                   |
| Разом    | 163     | 25                 | 114              | 24                   |